# Szunyogd
Szunyogd (Suiug) település Romániában, a Partiumban, Bihar megyében.

## Fekvése
A Berettyó völgyében, Margittától délkeletre, Berettyókohány és Berettyódéda közt fekvő település.

## Története
Szunyogd nevét 1374-ben említette először oklevél Zywnywgd néven.
1421-ben Zunyogd, 1422-ben p. volachalis Zvnyogd, Zwnyogd, 1454-ben Zwnyog, 1692-ben Szunyok,
1800-ban Szunyogd, 1808-ban Szunyod ~ Szunyogd, Szujug néven írták.
Csáky család egyik 1421 évi oklevele említette, mint e család oláh faluját "Zunyogd poss. volahalis" néven.
Az 1800-as évek első felében a Péchyek és Kazinczyak voltak a földesurai.
1851-ben Fényes Elek írta a településről:
Bihar vármegyében 2 nagy hegy közé szorulva, 451 óhitü lakossal, parochus templommal, 11 urbéri telekkel. Határa 1046 hold, ... Vize a Berettyó, határának déli részén. Birtokosai: Péchy Imre és László örökösei, gróf Csáky Károlyné, Szilágyi Lajos, Szunyogi János, Krajnik Alajos, Nagy Gábor, Lipcsei Gedeonnı, Martinides Alajos, Papszász Lajos, Dobsa Sándor, Kazinczy Sándor, Izsáki, Péchy Istvánné, Katona László, Fráter Ferenc, Tamás, Pál és Jakab, Pap Dániel
1910-ben 613 lakosából 117 magyar, 496 román volt. Ebből 57 görögkatolikus, 83 református, 448 görögkeleti ortodox volt.
A trianoni békeszerződés előtt Bihar vármegye Margittai járásához tartozott.

## Nevezetességek
- Görög keleti temploma – 1888-ban épült.